# روبرت س. ألين
روبرت س. ألين (بالإنجليزية: Robert C. Allen)‏ هو مؤرخ زراعي ‏ ومؤرخ بريطاني، ولد في 10 يناير 1947 في سالم في الولايات المتحدة.